# Севез, Франсуа
Франсуа Севез (фр. François Sevez, 22 октября 1891, Шамбери — 29 февраля 1948, под Оффенбургом) — французский генерал, известный тем, что подписал (в качестве официального свидетеля) Акт о безоговорочной капитуляции Германии.

## Молодость и Первая мировая война
Родился в семье советника апелляционного суда в Савойе. Окончил юридический факультет Лионского университета. В 1911 — апреле 1914 года проходил службу в армии, где получил чин младшего лейтенанта.
Будучи призван с началом Первой мировой войны, сражался в рядах 359-го Альпийского стрелкового полка, участвовал в сражении под Верденом; был 5 раз ранен и 3 раза ему была объявлена благодарность в приказе. Получил орден Почетного легиона (10 июня 1915 года) и чин капитана.

## Между войнами
После окончания войны решил остаться в армии и до 1924 года служил в штаб-квартире оккупационной армии на Рейне. После стажировки в военной школе был назначен командиром батальона и направлен в Марокко, где служил в 1927—1935 годах. По возвращении во Францию служил в Высшем военном совете при генерале Жорже, руководителе по Северной Африке. В 1938 году поступил в Центр перспективных военных исследований. 31 августа 1939 года получил звание полковника.

## Вторая мировая война
В 1940 году сражается в Бельгии, эвакуируется в Англию (одним из последних), оттуда возвращается в Нормандию, чтобы сформировать легкую дивизию. Попал в окружение и был взят в плен.
Летом 1941 года был освобожден по просьбе правительства Виши в числе других офицеров, считавшихся специалистами по Африке, и назначен в Алжир.
20 августа 1942 года получает чин бригадного генерала. После высадки союзников в Северной Африке в ноябре 1942 года главнокомандующий французскими войсками в Северной Африке генерал Жюин объявляет о присоединении к ним, и Севез вновь участвует в кампаниях против немцев: в Тунисской кампании, Итальянской кампании (во время которой, в сентябре 1943 года, назначен командиром 4-й Марокканской горнострелковой дивизии), затем в составе французского экспедиционного корпуса участвует в освобождении Эльзаса. В октябре 1944 года назначен заместителем начальника Штаба Национальной обороны генерала Жюина.

## Акт о капитуляции Германии
7 мая 1945 года в штабе союзников в Реймсе в качестве официального свидетеля подписал Акт о безоговорочной капитуляции Германии. Севез подписал этот акт ввиду того, что его шеф генерал Жюин (который и должен был бы поставить свою подпись как начальник французского штаба) в тот момент был на учредительной конференции ООН в Сан-Франциско. В 10 часов вечера 6 мая Севез был вызван по телефону генералом Эйзенхауэром в штаб Союзных экспедиционных сил в Реймсе. Будучи чистым военным, далеким от политики, он не вмешивался в дискуссии и не пытался отстаивать престижные интересы Франции, согласившись и на статус свидетеля, и на неупоминание генерала Де Голля (требование Эйзенхауэра), и на отсутствие французского флага в ходе церемонии подписания. Ныне это ставится ему в укор французскими патриотами.

## Смерть
В 1945—1946 годах Севез командовал I корпусом, затем был назначен заместителем командующего французских оккупационных войск в Германии. 29 февраля 1948 года, находясь на охоте под Оффенбургом, (Баден-Баден) погиб от пули другого охотника, которая отскочила от толстой шкуры дикого кабана и попала ему в сердце.